# Jüri Luik

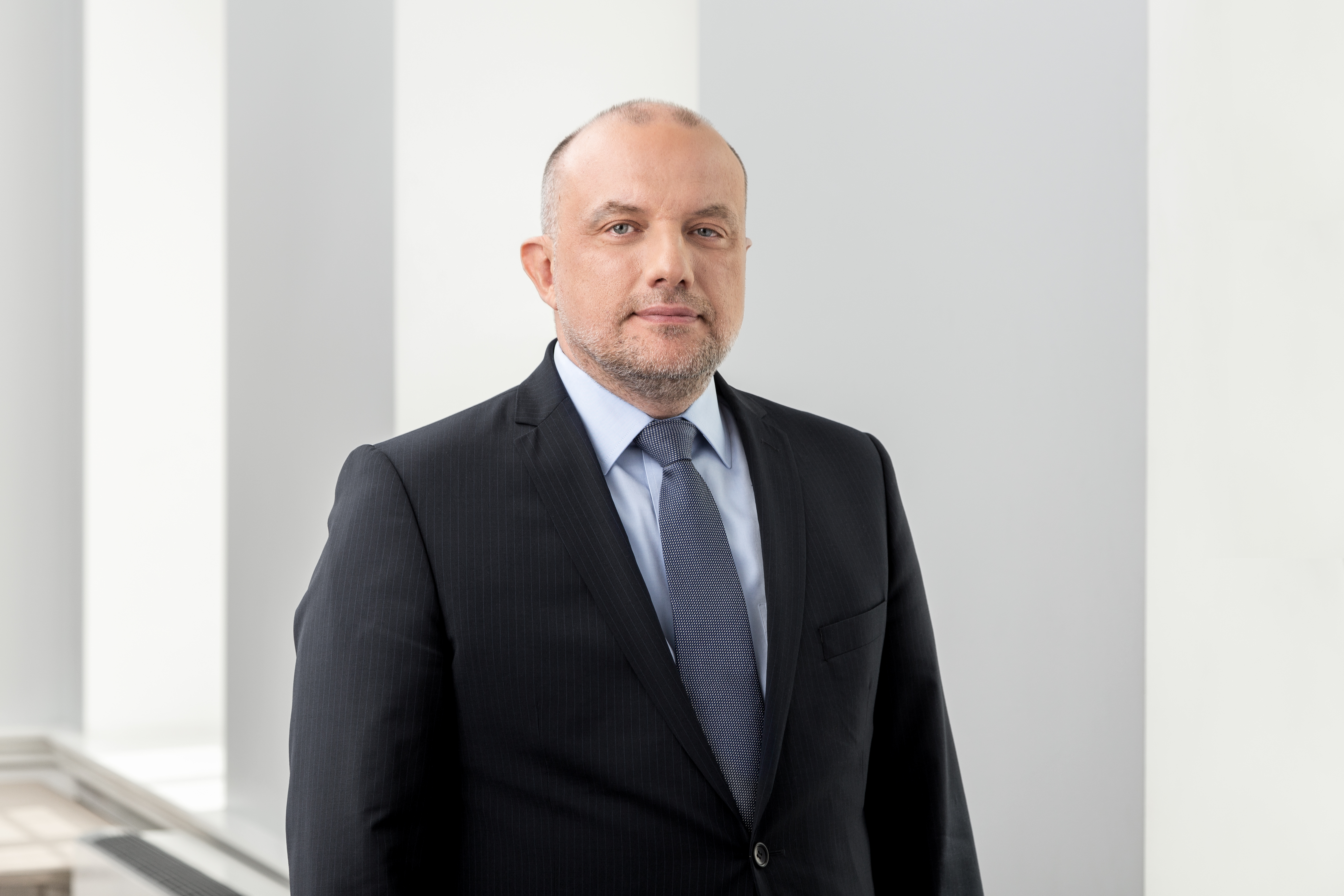
Jüri Luik (2017)

Jüri Luik (* 17. August 1966 in Tallinn, Estnische SSR) ist ein estnischer Politiker und Diplomat. Von 2017 bis 2021 war er Verteidigungsminister der Republik Estland.

## Leben
Jüri Luik wurde als Sohn des Onkologen Aleksander Gavrilov (1912–1999) und der Röntgenologin Lilian Luik (* 1926) geboren. Nach dem Abitur in Tallinn studierte Jüri Luik bis 1989 Journalismus an der Universität Tartu. 1988 wurde er Redakteur der Kulturzeitschrift Vikerkaar („Regenbogen“).

### Diplomatie und Politik
1991, im Jahr der Wiedererlangung der estnischen Unabhängigkeit, trat er unter Außenminister Lennart Meri in den neu gegründeten diplomatischen Dienst der Republik Estland ein. Er war zunächst an der estnischen Botschaft in London tätig. Bereits 1992 wurde er Politischer Direktor des estnischen Außenministeriums. Im selben Jahr wurde zum Abgeordneten des estnischen Parlaments (Riigikogu) gewählt.
Von 1992 bis 1994 war Jüri Luik Minister in der estnischen Regierung unter Ministerpräsident Mart Laar, anfänglich als Minister ohne Geschäftsbereich und später als Verteidigungsminister. Er gehörte der konservativen Partei „Vaterlandsunion“ (Isamaaliit) an. Vom 7. Januar 1994 bis 17. April 1995 war er in der Koalitionsregierung unter Ministerpräsident Andres Tarand estnischer Außenminister.
1995/96 war Luik Senior Research Fellow der Carnegie Foundation. Von 1996 bis 1999 war er estnischer Botschafter bei der NATO und in den Benelux-Staaten, bevor er von 1999 bis 2002 erneut Verteidigungsminister der Republik Estland im Kabinett von Ministerpräsident Mart Laar wurde.

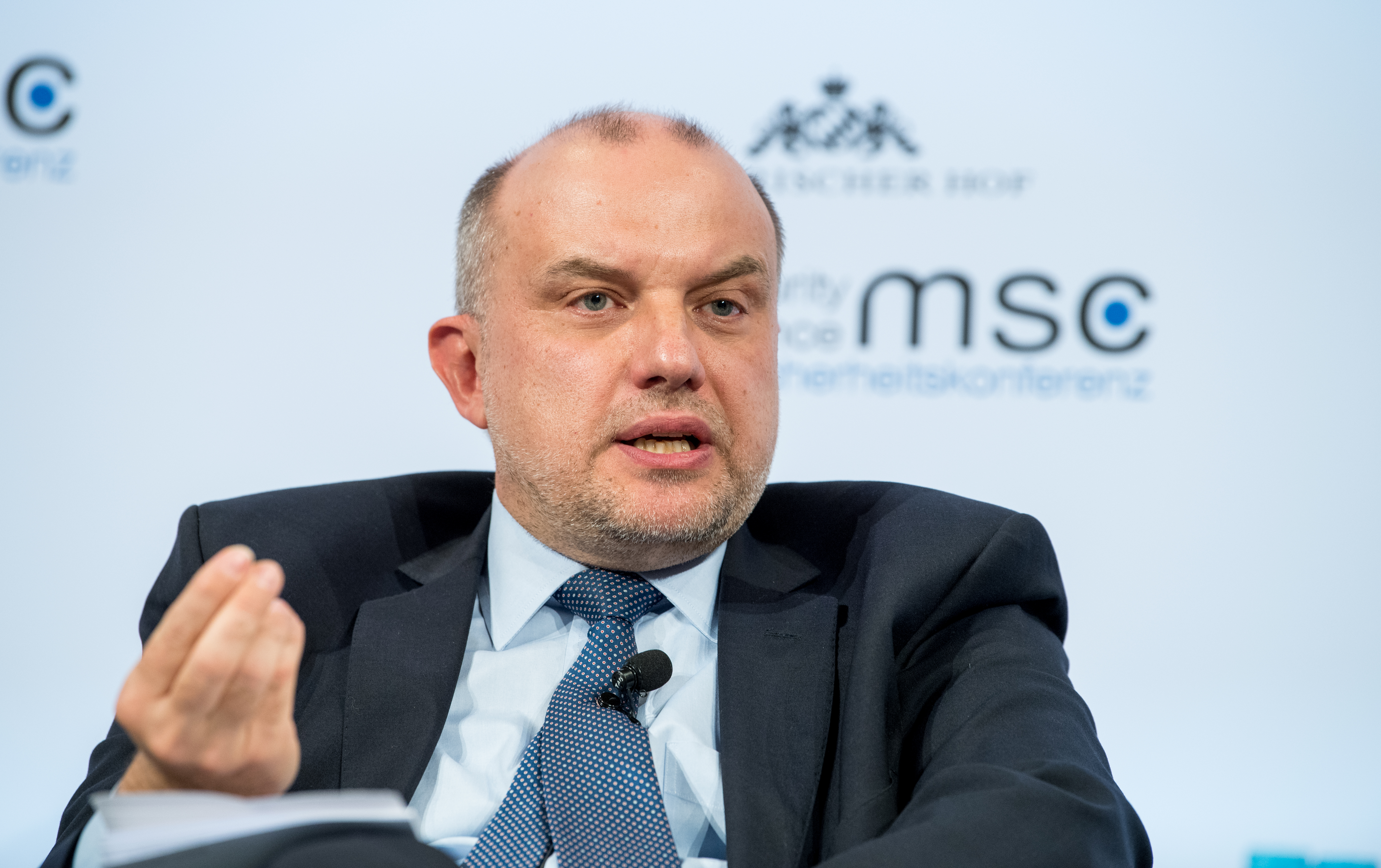
Luik während der 54. MSC 2018

2002/2003 leitete Luik die estnische Verhandlungsdelegation zum NATO-Beitritt. September 2003 wurde er estnischer Botschafter in den Vereinigten Staaten und war ebenfalls in Kanada und Mexiko akkreditiert. 2007 wurde er als Botschafter von Väino Reinart abgelöst. Luik war anschließend bis 2012 estnischer Botschafter bei der NATO. Von 2013 bis 2015 war Luik Botschafter Estlands in Russland.
Ab August 2015 war er Direktor des International Centre for Defence and Security in Tallinn. Am 12. Juni 2017 wurde er als Nachfolger von Margus Tsahkna zum Verteidigungsminister im Kabinett Ratas I berufen. Diesen Posten übernahm er zwischen 29. April 2019 und 26. Januar 2021 auch im Kabinett Ratas II. Nach dem Rücktritt der Regierung kehrte er als Abgeordneter ins Parlament zurück.

### Privates
Jüri Luik ist verheiratet und hat einen Sohn.